# 傑特 (法老)
傑特（Djet），亦被稱為瓦吉，是古埃及第一王朝的哲爾之后的法老，但如果把於哲爾去世後攝政的美麗奈茨（Merneith）計算在內的話，他就成了第一王朝的第四或第五位統治者。傑特的荷魯斯名解作「荷魯斯眼鏡蛇」。在阿拜多斯王名表上，他的名字為伊塔。
他在位時期的事跡现在所知不多，而其名字之所以为人所知，是因为一块保存良好的墓地石碑——該石碑上刻有傑特的荷魯斯名，顯示出當時古埃及已建立了鮮明的藝術風格。他統治的年期本應記錄於巴勒莫石碑上，但該部分已經遺失或毀壞。

## 資料來源
1. ↑  Peter Clayton, Chronicle of the Pharaohs, Thames & Hudson Ltd, 2006 paperback, p.16
2. ↑  劉文鵬（2000年）：《古代埃及史》，P.107，北京：商務印書館 ISBN 7-100-02865-5